# リヴァローロ・カナヴェーゼ
リヴァローロ・カナヴェーゼ（伊: Rivarolo Canavese）は、イタリア共和国ピエモンテ州トリノ県にある、人口約13,000人の基礎自治体（コムーネ）。

## 地理

### 位置・広がり

#### 隣接コムーネ
隣接するコムーネは以下の通り。
- ボスコネーロ
- カステッラモンテ
- チコーニオ
- ファヴリア
- フェレット
- ロンバルドーレ
- ルジリエ
- オリアーニコ
- オゼーニャ
- リヴァロッサ
- サラッサ

## 行政

### 分離集落
リヴァローロ・カナヴェーゼには、以下の分離集落（フラツィオーネ）がある。
- Argentera, Bonaudi, Cardine, Mastri, Obiano, Paglie, Pasquaro, Praglie, Sant'Anna, Vesignano